# Francesc Badenes i Dalmau
Francesc Badenes i Dalmau (Alberic, Ribera Alta, 2 de desembre de 1859 - València, 21 de gener de 1917), escriptor i poeta valencià, va ser un dels personatges més destacats de la Renaixença juntament amb Teodor Llorente. Va formar part de la societat Lo Rat Penat des de l'any 1878, i les seues idees progressistes el van dur a ingressar l'any 1888 en la societat L'Oronella. Va participar assíduament en els Jocs Florals de la ciutat de València, en els quals va ser guardonat el 1898 amb la Flor Natural.
Va cultivar la poesia de caràcter romàntic, caracteritzada per un viu sentiment del paisatge. Als divuit anys va estrenar el seu primer drama, Honradez y perfidia, poemes llargs, que va obtindre un èxit clamorós. L'any següent va publicar el poema El torbellino (1881), que van seguir, el 1897, Mariola, Flors del Xúquers i, el 1900, Rondalles del poble, amb pròleg d'Artur Masriera i ambdues de caràcter dramàtic, que, amb Cants de la Ribera (1911), constitueixen el millor i més inspirat de la seua obra poètica.
Va traduir a correctes versos castellans els Idil·lis i cants místics, i el poema Sant Francesc, de Jacint Verdaguer, i és autor també d'un Estudi folklòric sobre l'origen de la llengua valenciana. Va col·laborar en nombroses publicacions periòdiques, diaris com ara Las Provincias, El Correo i El Pueblo, de València, i revistes com Terra Valenciana, Vixca València, a més de Lo Rat Penat.
Va obtenir nombrosos premis en certàmens literaris, i aconseguí la Flor natural i el títol de Mestre en Gai Saber. La seua biblioteca va ser donada a la Biblioteca Valenciana per la seua neta, Teresa Cebrian Badenes, juntament amb els quadres i objectes de valor personal que conservaven el record del poeta. És una biblioteca eminentment literària que mostra el món intel·lectual i personal de l'autor.

## Obres
- Honradez y perfidia
- El torbellino (1881)
- Mariola (1897)
- Flors del Xúquer (1897)
- Rondalles del poble (1900)
- Cants de la Ribera (1911)
- Veus de natura
- Llegendes i tradicions valencianes (1899)
- Rebrotada (1915)